# HTML5 오디오
HTML5 오디오(HTML5 audio)는 브라우저뿐만 아니라 오디오 입력, 재생, 합성을 통합하는 HTML5 사양의 주제이다.

## 지원되는 오디오 코딩 형식
HTML5 비디오와 마찬가지로 HTML5 오디오의 채택은 무료 형식과 특허가 적용되는 형식의 지지자 사이에서 양극화되었다. 2007년에 Vorbis 사용 권장 사항은 모든 주요 브라우저 공급업체에서 허용하는 형식이 부족하다는 이유로 Ogg 테오라(Theora) 사용 권장 사항과 함께 W3C의 사양에서 철회되었다.
애플과 마이크로소프트는 ISO/IEC 정의 형식인 AAC와 이전 MP3를 지원한다. 모질라와 오페라는 Ogg 및 WebM 컨테이너에서 자유롭고 개방적이며 로열티가 없는 Vorbis 형식을 지원하고 "비자유"가 보장되는 MP3 및 AAC의 특허 제약 특성을 비판한다. Google은 지금까지 모든 일반적인 형식에 대한 지원을 제공해 왔다.
제한된 길이의 대부분의 AAC 파일은 인터넷 익스플로러, 사파리 및 크롬에서 기본적으로 지원되고 파이어폭스 및 오페라의 OS에서 지원되는 MPEG-4 컨테이너(.mp4, .m4a)로 래핑된다. 길이가 무한한 대부분의 AAC 라이브 스트림은 크롬, 사파리, 파이어폭스 및 엣지에서 지원되는 오디오 데이터 전송 스트림 컨테이너(.aac, .adts)에 래핑된다.
많은 브라우저는 WAVE 컨테이너에서 압축되지 않은 PCM 오디오도 지원한다.
2012년에는 로열티가 없는 무료 개방형 오푸스 (오디오 포맷) 형식이 출시되어 IETF에 의해 표준화되었다. 모질라, 구글, 오페라 및 엣지에서 지원된다.

## 같이 보기
- HTML5 비디오